# Bāymān Sādāt
Bāymān Sādāt (persiska: بایمان سادات) är en ort i Iran.   Den ligger i provinsen Khuzestan, i den centrala delen av landet, 500 km söder om huvudstaden Teheran. Bāymān Sādāt ligger 195 meter över havet och antalet invånare är 241.
Terrängen runt Bāymān Sādāt är platt åt sydväst, men åt nordost är den kuperad. Runt Bāymān Sādāt är det ganska tätbefolkat, med 58 invånare per kvadratkilometer. Närmaste större samhälle är Rāmhormoz, 4,9 km nordväst om Bāymān Sādāt. Omgivningarna runt Bāymān Sādāt är i huvudsak ett öppet busklandskap.